# XVII конференция ВКП(б)
XVII всесоюзная конференция Всесою́зной коммунисти́ческой па́ртии (большевико́в) — проходила в Москве с 30 января по 4 февраля 1932 года.

## Конференция
Участвовало 386 делегатов с решающим, и 525–  с совещательным голосом.

## Порядок дня
- Итоги развития промышленности за 1931 и задачи 1932 год — докладчик Г. К. Орджоникиде;
- Директивы к составлению второго пятилетнего плана народного хозяйства СССР на 1933—1937 годы — докладчики В. М. Молотов и В. В. Куйбышев.

## История
Конференция отметила, что итоги развития промышленности в 1931 году обеспечили выполнение директив XVI съезда ВКП(б) (1930) о завершении первой пятилетки в 4 года.
За 1931 продукция промышленности возросла на 20%. Были введены в эксплуатацию крупнейшие предприятия: Нижегородский (Горьковский) и Московский автозаводы, Харьковский тракторный завод и Саратовский завод комбайнов, 1-я очередь Уральского завода тяжёлого машиностроения и др. Закладывалась новая угольно-металлургическая база ‒ Урало-Кузбасский комбинат.
Констатировалось, что созданная за годы 1-й пятилетки техническая база народного хозяйства позволит развивать все отрасли промышленности и обеспечит дальнейшую реконструкцию и механизацию сельского хозяйства.
В. М. Молотов заявил, что «коренной ленинский вопрос "кто кого?" решён против капитализма, в пользу социализма» и создан фундамент социалистической экономики в СССР.
Было указано на ряд недостатков в работе промышленности, намечены меры по их устранению и определены основные задачи плана на 1932 год и директивы к составлению второго пятилетнего плана на 1933—37 годы.
Конференция выработала директивы к составлению плана 2-й пятилетки на 1933‒37. Было подчёркнуто, что реконструкция народного хозяйства требует полного овладения техникой, создания кадров технической интеллигенции из рабочих и крестьян, подъёма культурного уровня всех трудящихся. Было решено завершить техническую реконструкцию всего народного хозяйства. Как одна из целей пятилетки был подтверждён курс на построение бесклассового общества и "ликвидацию капиталистических пережитков".
Конференция закрепила линию на совершенствование методов управления промышленностью, отвергла левацкие предложения о переходе к «продуктообмену», об «отмирании денег» уже на данной стадии строительства социализма.
И. В. Сталин на конференции не выступал и слова не брал.